# Sécurité des machines
 (janvier 2023).
La mise en forme du texte ne suit pas les recommandations de Wikipédia : il faut le « wikifier ».
Les points d'amélioration suivants sont les cas les plus fréquents. Le détail des points à revoir est peut-être précisé sur la page de discussion.
- Les titres sont pré-formatés par le logiciel. Ils ne sont ni en capitales, ni en gras.
- Le texte ne doit pas être écrit en capitales (les noms de famille non plus), ni en gras, ni en italique, ni en « petit »…
- Le gras n'est utilisé que pour surligner le titre de l'article dans l'introduction, une seule fois.
- L'italique est rarement utilisé : mots en langue étrangère, titres d'œuvres, noms de bateaux, etc.
- Les citations ne sont pas en italique mais en corps de texte normal. Elles sont entourées par des guillemets français : « et ».
- Les listes à puces sont à éviter, des paragraphes rédigés étant largement préférés. Les tableaux sont à réserver à la présentation de données structurées (résultats, etc.).
- Les appels de note de bas de page (petits chiffres en exposant, introduits par l'outil «  Source ») sont à placer entre la fin de phrase et le point final[comme ça].
- Les liens internes (vers d'autres articles de Wikipédia) sont à choisir avec parcimonie. Créez des liens vers des articles approfondissant le sujet. Les termes génériques sans rapport avec le sujet sont à éviter, ainsi que les répétitions de liens vers un même terme.
- Les liens externes sont à placer uniquement dans une section « Liens externes », à la fin de l'article. Ces liens sont à choisir avec parcimonie suivant les règles définies. Si un lien sert de source à l'article, son insertion dans le texte est à faire par les notes de bas de page.
- La présentation des références doit suivre les conventions bibliographiques. Il est recommandé d'utiliser les modèles {{Ouvrage}}, {{Chapitre}}, {{Article}}, {{Lien web}} et/ou {{Bibliographie}}. Le mode d'édition visuel peut mettre en forme automatiquement les références.
- Insérer une infobox (cadre d'informations à droite) n'est pas obligatoire pour parachever la mise en page.

Pour une aide détaillée, merci de consulter Aide:Wikification.
Si vous pensez que ces points ont été résolus, vous pouvez retirer ce bandeau et améliorer la mise en forme d'un autre article.

ISO 7010 W031; avertissement, blessure à la main due à une pièce se déplaçant dans une presse plieuse

Cet article traite de la sécurité des machines dans le milieu professionnel.
La dénomination machine concerne autant les machines industrielles de type machine-outil, presse plieuse, moulage par injection que la robotique industrielle et les nouvelles technologies (par exemple véhicule à guidage automatique, drone).
Les éléments en mouvement d’une machine, ainsi que l’énergie qui l’alimente, peuvent créer des risques. Pour la sécurité et la santé des travailleurs, ces risques doivent être identifiés, évalués, et réduits si besoin.
Une analyse des risques doit être réalisée par le fabricant lors de la conception. Il peut s’appuyer sur la brochure INRS ED6389 "Évaluation des risques lors de la conception de machines" pour la réaliser. Il conçoit la machine de manière à supprimer ou réduire les risques identifiés.  
Une analyse des risques doit également être réalisée par l’utilisateur pour s’assurer que la machine ne présente pas de risque, et ce même à la suite d'une modification. Il peut s’appuyer sur la brochure ED6323 "Aide à la détection des risques liés à l'utilisation d'une machine". Il en déduit les mesures de réduction du risque à mettre en place.
Ces deux démarches d’évaluation des risques sont complémentaires et permettent de couvrir l’ensemble des risques dans les différentes phases de vie de la machine, de la conception jusqu’au démantèlement. 
Au sein de l’Union Européenne, des directives imposent que :
- le fabricant conçoive et construise sa machine en s’appuyant sur son évaluation des risques (directive "Machines" 2006/42/CE[3])
- l’utilisateur évalue les risques conformément aux principes généraux de prévention (directive 2009/104/CE[4])